# Бакай Петро Тимофійович
Петро Тимофійович Бакай (нар. 1909, місто Бердянськ, тепер Запорізької області — ?) — український радянський діяч, новатор виробництва, слюсар Бердянського Першотравневого машинобудівного заводу Запорізької області. Депутат Верховної Ради УРСР 5-го скликання.

## Біографія
Народився в родині робітника-ливарника Бердянського машинобудівного заводу.
У 1925 році закінчив сім класів школи та поступив до фабрично-заводського училища у місті Бердянську. У 1927 році закінчив училище і здобув кваліфікацію слюсаря 5-го розряду.
У 1927—1941 роках — слюсар Першотравневого машинобудівного заводу міста Бердянська. У 1939 році йому було присвоєно 7-й розряд слюсаря-розмітника.
Під час німецько-радянської війни перебував у евакуації в східних районах СРСР, працював слюсарем заводу. У 1946 році повернувся до міста Бердянська.
З 1946 року — слюсар-розмітник Першотравневого машинобудівного заводу (заводу сільськогосподарського машинобудування) міста Бердянська Запорізької області.

## Нагороди
- ордени
- медалі